# J. J. Johnson
James Louis "J. J." Johnson (Indianápolis, 22 de janeiro de 1924 — Indianápolis, 4 de fevereiro de 2001) foi um trombonista de jazz estadunidense.